# Holcocephala fimbriata
Holcocephala fimbriata är en tvåvingeart som beskrevs av Hermann 1924. Holcocephala fimbriata ingår i släktet Holcocephala och familjen rovflugor. Inga underarter finns listade i Catalogue of Life.